# Corea del Sur en los Juegos Paralímpicos de Pekín 2022
Corea del Sur estuvo representada en los Juegos Paralímpicos de Pekín 2022 por un total de 31 deportistas, 29 hombres y dos mujeres. El equipo paralímpico surcoreano no obtuvo ninguna medalla en estos Juegos.